# East Tsim Sha Tsui (métro de Hong Kong)
East Tsim Sha Tsui (chinois traditionnel : 尖東) est une station du métro de Hong Kong. Elle est aujourd'hui desservie par la Tuen Ma Line. Il faut désormais effectuer une correspondance à Hung Hom ou Tai Wai pour emprunter la East Rail line.
Elle est rattachée à la station Tsim Sha Tsui qui est desservie par la Tsuen Wan Line.
Elle est donc une prolongation de cette station située dans l'Ouest de Kowloon.